# ويليام بيلنغسلي
ويليام بيلنغسلي (بالإنجليزية: William Billingsley)‏ هو ضابط أمريكي، ولد في 24 أبريل 1887 في وينونا في الولايات المتحدة، وتوفي في 20 يونيو 1913 في خليج تشيزبيك في الولايات المتحدة.